# ديتر بولن
ديتر بولن (بالألمانية: Dieter Bohlen) هو مؤسس فرقة مودرن توكينغ ومغني وملحن ومنتج ألماني لحن لعدد من الموسيقيين والمغنيين الألمان أيضا، ولد في 7 فبراير 1954 ببيرني التابعة لولاية ساكسونيا السفلى.

## حياته
عندما كان طفل عاش ديتر مع والديه هانس وإيديت وجدته في مزرعة بأوستفريس لاند، عند سن العامين ولد الأخ الأصغر لديتر أوفي، بعد سنوات سافرت العائلة إلى مدينة أولدنبورغ، في سن 14 انضم ديتر إلى حزب ألماني وبعد عامين غير عضويته إلى حزب الشباب والعمل، بعد تحصل ديتر على شهادة النجاح في الاقتصاد سافر إلى مدينة قوتينقن للدراسة في جامعاتها وكانت أمنية والديه أن يدرس أعمال تجارية ويكون رجل أعمال.

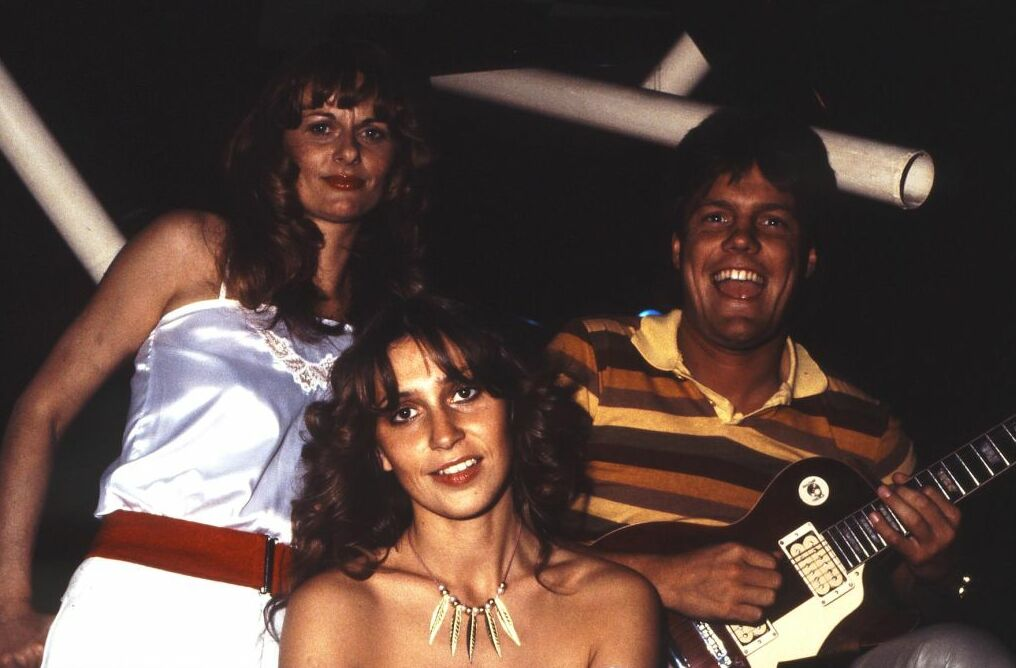
ديتر بولن عام 1981

## بدايته الموسيقية
في العام الثاني من دراسته اشترى أول قيثارة وكان في ذلك الوقت يحاول العزف على مقاطع صغيرة لأنه لم يكن يعرف النوتة بعد، في عام 1979 عمل كمنتج وبدأ في تجربته مع الغناء، وفي عام 1980 بدأ الغناء باسم مستعار وهو ستيف بينسون مع أندي سيلينايت، عام 1983 وفي مسابقة يوروفيجن للأغاني اشترك بمقطع من تلحينه وغناها المغني الألماني بريند كلوفر وفي نفس العام كون رفقة توماس أنديرس فرقة مودرن تولكينغ ،وفي عام 1987 انفصل ديتر من الفرقة وراح يكتب ويلحن ويغني وحده باسم النظام الأزرق إلى غاية 1998 حين عادت الفرقة من جديد وأعيدت الأغاني القديمة بأسلوب عصري.

## وصلات خارجية
- ديتر بولن على موقع IMDb (الإنجليزية)
- ديتر بولن على موقع مونزينجر (الألمانية)
- ديتر بولن على موقع ألو سيني (الفرنسية)
- ديتر بولن على موقع ميوزك برينز (الإنجليزية)
- ديتر بولن على موقع ميوزك برينز (الإنجليزية)
- ديتر بولن على موقع ميوزك برينز (الإنجليزية)
- ديتر بولن على موقع ميوزك برينز (الإنجليزية)
- ديتر بولن على موقع ميوزك برينز (الإنجليزية)
- ديتر بولن على موقع ميوزك برينز (الإنجليزية)
- ديتر بولن على موقع ميوزك برينز (الإنجليزية)
- ديتر بولن على موقع ميوزك برينز (الإنجليزية)
- أعمال ديتر بولن كمنتج وملحن